# 杰姬·基德尔
杰姬·基德尔（英語：Jackie Kiddle，1994年7月16日—），新西兰女子赛艇运动员。她曾代表新西兰参加世界赛艇锦标赛，获得一枚金牌和一枚银牌，均来自女子轻量级双人双桨项目。